# NGC 3219
NGC 3219 је елиптична галаксија у сазвежђу Мали лав која се налази на NGC листи објеката дубоког неба.
Деклинација објекта је + 38° 34' 47" а ректасцензија 10h 22m 37,4s. Привидна величина (магнитуда) објекта NGC 3219 износи 13,2 а фотографска магнитуда 14,2. NGC 3219 је још познат и под ознакама MCG 7-21-51, CGCG 211-49, NPM1G +38.0194, PGC 30383.